# Lafayette de Andrada
Antônio Carlos Lafayette de Andrada (Barbacena, 23 de março de 1900 — Rio de Janeiro, 9 de dezembro de 1974) foi um advogado, jornalista, professor e magistrado brasileiro, tendo sido ministro e presidente do Supremo Tribunal Federal do Brasil.

## Biografia
Era filho do embaixador José Bonifácio de Andrada e Silva e da embaixatriz Corina Lafayette de Andrada. Pelo lado paterno era neto do senador Antônio Carlos Ribeiro de Andrada e pelo lado materno era neto do conselheiro Lafayette Rodrigues Pereira.
Os estudos secundários fez no Colégio Santo Inácio, no Rio, e no Colégio Militar de Barbacena. Em 1918, recebeu o título de agrimensor. Em 1923, formou-se na Faculdade de Direito da Universidade do Brasil, atual Faculdade Nacional de Direito da Universidade Federal do Rio de Janeiro. Foi curador de Acidentes do Trabalho (1925-1934).
Em 1934, ingressou na magistratura como juiz de direito no estado do Rio de Janeiro e, em 1943, foi promovido a desembargador do então Tribunal de Apelação (Tribunal de Justiça) do antigo Distrito Federal. Foi juiz do Tribunal Superior Eleitoral nomeado pelo então presidente do Supremo Tribunal Federal, José Linhares.
Foi nomeado ministro do Supremo Tribunal Federal em 1 de novembro de 1945, por decreto do então presidente José Linhares, para ocupar a  vaga aberta pela aposentadoria de Eduardo Espínola, e empossado no dia 8 do mesmo mês. Presidiu a Corte no período de 29 de janeiro de 1962 a 10 de dezembro de 1963. Foi aposentado compulsoriamente em 3 de dezembro de 1969 pelo AI-6, e a sua vaga não foi preenchida por força do Ato Institucional n. 6, de 1 de fevereiro de 1969, ocorrido durante a ditadura militar no Brasil (1964-1985).
Era casado com Maria Hilda Diniz de Andrada, filha do senador mineiro Henrique Diniz, com quem teve os seguintes filhos: José Bonifácio Diniz de Andrada, político do antigo estado da Guanabara; Antônio Carlos Diniz de Andrada, diplomata; Henrique Augusto Diniz de Andrada, advogado e juiz do Tribunal Superior Eleitoral do Brasil; Martim Francisco Diniz de Andrada, advogado e Corina de Andrada Tóvar. Foi Provedor das Santas Casas de Misericórdia do Rio de Janeiro e de Barbacena.